# 阿兰·米蒙
阿兰·米蒙（法語：Alain Mimoun，1921年1月1日—2013年6月27日），生于阿尔及利亚，法国男子长跑运动员，参加越野跑和马拉松。他曾获得1956年夏季奥运会男子马拉松冠军。